# Marmagne (Saône-et-Loire)
Pour les articles homonymes, voir Marmagne.
Marmagne est une commune française située dans le département de Saône-et-Loire, en région Bourgogne-Franche-Comté.

## Géographie
Située à une dizaine de kilomètres au nord du Creusot, Marmagne se situe au bord de la vallée du Mesvrin, rivière qui va se jeter dans l'Arroux à Étang-sur-Arroux. L'activité est en majorité rurale, élevage entre autres. Cela dit un certain nombre d'habitants ont une activité double, à savoir un travail salarié à la ville + une activité rurale. Au nord de la commune, jusqu'à la limite avec Autun, est située la forêt domaniale de Planoise, essentiellement peuplée de feuillus, hêtres, chênes. Cette forêt est la deuxième ou troisième plus grande forêt domaniale de France (contenance totale : 2 519,17 ha).

### Climat
Pour des articles plus généraux, voir Climat de la Bourgogne-Franche-Comté et Climat de Saône-et-Loire.
En 2010, le climat de la commune est de type climat océanique dégradé des plaines du Centre et du Nord, selon une étude du Centre national de la recherche scientifique s'appuyant sur une série de données couvrant la période 1971-2000. En 2020, Météo-France publie une typologie des climats de la France métropolitaine dans laquelle la commune est exposée à un climat océanique altéré et est dans la région climatique Lorraine, plateau de Langres, Morvan, caractérisée par un hiver rude (1,5 °C), des vents modérés et des brouillards fréquents en automne et hiver.
Pour la période 1971-2000, la température annuelle moyenne est de 10,6 °C, avec une amplitude thermique annuelle de 16,6 °C. Le cumul annuel moyen de précipitations est de 956 mm, avec 12,5 jours de précipitations en janvier et 7,3 jours en juillet. Pour la période 1991-2020, la température moyenne annuelle observée sur la station météorologique de Météo-France la plus proche, « Saint-Symphorien de Marmagne », sur la commune de Saint-Symphorien-de-Marmagne à 2 km à vol d'oiseau, est de 11,1 °C et le cumul annuel moyen de précipitations est de 974,4 mm. 
La température maximale relevée sur cette station est de 42 °C, atteinte le 18 juillet 1964 ; la température minimale est de −22 °C, atteinte le 16 janvier 1985,,.
Les paramètres climatiques de la commune ont été estimés pour le milieu du siècle (2041-2070) selon différents scénarios d'émission de gaz à effet de serre à partir des nouvelles projections climatiques de référence DRIAS-2020. Ils sont consultables sur un site dédié publié par Météo-France en novembre 2022.

## Urbanisme

### Typologie
Au 1er janvier 2024, Marmagne est catégorisée bourg rural, selon la nouvelle grille communale de densité à sept niveaux définie par l'Insee en 2022.
Elle est située hors unité urbaine. Par ailleurs la commune fait partie de l'aire d'attraction du Creusot, dont elle est une commune de la couronne,. Cette aire, qui regroupe 22 communes, est catégorisée dans les aires de moins de 50 000 habitants,.

### Occupation des sols
L'occupation des sols de la commune, telle qu'elle ressort de la base de données européenne d’occupation biophysique des sols Corine Land Cover (CLC), est marquée par l'importance des territoires agricoles (57,8 % en 2018), une proportion sensiblement équivalente à celle de 1990 (58,3 %). La répartition détaillée en 2018 est la suivante : prairies (56,2 %), forêts (36,5 %), zones urbanisées (2,5 %), mines, décharges et chantiers (1,6 %), zones agricoles hétérogènes (1,6 %), milieux à végétation arbustive et/ou herbacée (1,5 %), eaux continentales (0,1 %). L'évolution de l’occupation des sols de la commune et de ses infrastructures peut être observée sur les différentes représentations cartographiques du territoire : la carte de Cassini (XVIIIe siècle), la carte d'état-major (1820-1866) et les cartes ou photos aériennes de l'IGN pour la période actuelle (1950 à aujourd'hui).

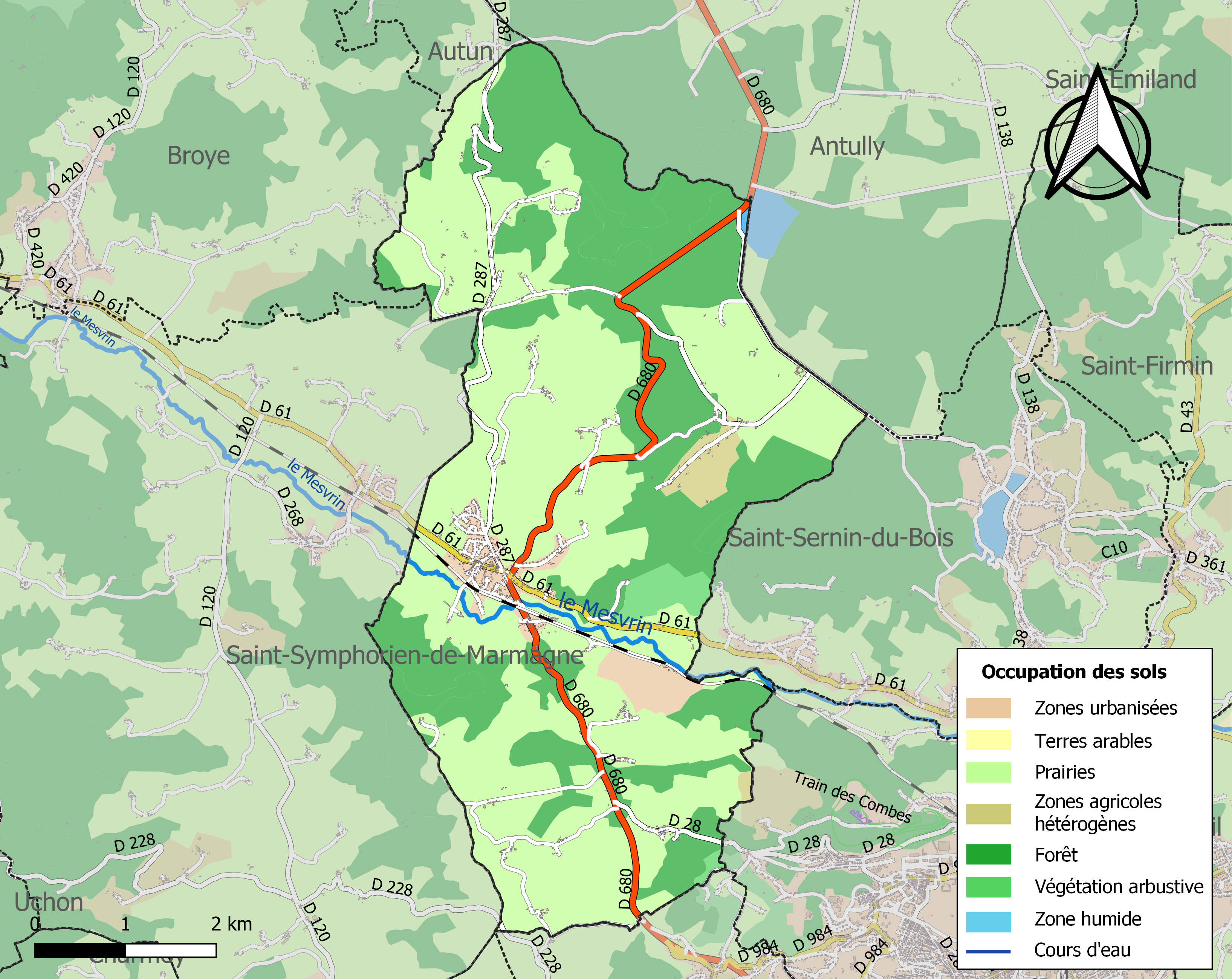
Carte des infrastructures et de l'occupation des sols de la commune en 2018 (CLC).

## Histoire
« ...De nombreux noms de peuples germaniques ont donné naissance à des noms de lieux. En voici quelques exemples sur le territoire français : ... les Marcomans : Marmagne... ».
Une colonie de Marcomans peut être à l'origine du nom. Une autre hypothèse fait dériver le nom d'un temple de Mars (Mars-Magnus).
Par une bulle d'avril 1164, le pape Alexandre III confirme à l'abbaye Saint-Martin d'Autun les donations qui lui furent faites au temps jadis dont le patronage de la cure de Marmagne, « Marmaignia ».
Fief de Saint-Sulpice, dépendance du marquisat de Montjeu, aux mains de Nicolas Jeannin de Castille, puis des princes de Lorraine-Guise.

## Héraldique
|  | Les armes de la commune se blasonnent ainsi : De gueules à l'annelet d'argent enfermant une fontaine fascée ondé d'argent et d’azur se six pièces, chapé ployé aussi d'argent chargé de deux haches affrontées de sable, celle de dextre posée en barre et celle de senestre en bande. |

## Politique et administration
| Période                                  | Période  | Identité            | Étiquette | Qualité                              |
| ---------------------------------------- | -------- | ------------------- | --------- | ------------------------------------ |
| 1965                                     | 1979     | Jean-Louis Brugière |           |                                      |
| 1979                                     | 1983     | Gabriel Boudot      |           |                                      |
| 1983                                     | 1989     | Pierre Boudot       |           |                                      |
| 1989                                     | 1995     | Gérard Chanlon      |           |                                      |
| 1995                                     | 2001     | Roland Galeste      |           |                                      |
| 2001                                     | 2002     | Marcel Lefort       |           |                                      |
| 2003                                     | 2008     | Odette Durand       |           |                                      |
| 2008                                     | En cours | Didier Laubérat     | DVC       | Conseiller départemental depuis 2021 |
| Les données manquantes sont à compléter. |          |                     |           |                                      |

## Démographie
L'évolution du nombre d'habitants est connue à travers les recensements de la population effectués dans la commune depuis 1793. Pour les communes de moins de 10 000 habitants, une enquête de recensement portant sur toute la population est réalisée tous les cinq ans, les populations de référence des années intermédiaires étant quant à elles estimées par interpolation ou extrapolation. Pour la commune, le premier recensement exhaustif entrant dans le cadre du nouveau dispositif a été réalisé en 2006.

En 2022, la commune comptait 1 276 habitants, en évolution de +2,74 % par rapport à 2016 (Saône-et-Loire : −1,06 %, France hors Mayotte : +2,11 %).
| 1793  | 1800  | 1806  | 1821  | 1831  | 1836  | 1841  | 1846  | 1851  |
| ----- | ----- | ----- | ----- | ----- | ----- | ----- | ----- | ----- |
| 1 171 | 1 054 | 1 042 | 1 285 | 1 376 | 1 350 | 1 280 | 1 424 | 1 380 |

| 1856  | 1861  | 1866  | 1872  | 1876  | 1881  | 1886  | 1891  | 1896  |
| ----- | ----- | ----- | ----- | ----- | ----- | ----- | ----- | ----- |
| 1 402 | 1 421 | 1 373 | 1 360 | 1 365 | 1 461 | 1 562 | 1 571 | 1 638 |

| 1901  | 1906  | 1911  | 1921  | 1926  | 1931  | 1936  | 1946  | 1954  |
| ----- | ----- | ----- | ----- | ----- | ----- | ----- | ----- | ----- |
| 1 561 | 1 635 | 1 804 | 1 757 | 1 690 | 1 607 | 1 588 | 1 481 | 1 417 |

| 1962  | 1968  | 1975  | 1982  | 1990  | 1999  | 2006  | 2011  | 2016  |
| ----- | ----- | ----- | ----- | ----- | ----- | ----- | ----- | ----- |
| 1 297 | 1 243 | 1 240 | 1 306 | 1 339 | 1 329 | 1 278 | 1 247 | 1 242 |

| 2021  | 2022  | - | - | - | - | - | - | - |
| ----- | ----- | - | - | - | - | - | - | - |
| 1 266 | 1 276 | - | - | - | - | - | - | - |

## Lieux et monuments
- Stèle ornée du dieu au maillet Sucellus
- Traces de voie romaine
- Château de Saint-Sulpice, XIXe
- Maisons bourguignonnes, XVIIIe-XIXe
- Moulin Theureau
- Domaine de la Croix-Brenot XVIIIe-XIXe
- Fontaine XIXe
- Église néo-gothique, XIXe : statues, bénitier, tabernacle, maître-autel de marbre rose
- Chapelle de Saint-Sulpice, XIXe
- Croix de cimetière, XVIe
- Calvaire sculpté
- Au Pont d'Ajoux : dérivation du Rançon (avec obélisque) aménagée en 1873 pour permettre l'alimentation du Creusot en eau[20].
- Vallée du Mesvrin
- Bois
- Étang Grillot

## Personnalités liées à la commune
- Le commandant François Sauvageot, né à Marmagne le 13 septembre 1773 et mort à La Gaubretière en 1845.

## Pour approfondir